# تسويوشي ياماموتو
تسويوشي ياماموتو (باليابانية: 山本 剛志). من مواليد 13 فبراير 1973م ، هو لاعب كرة قدم ياباني سابق، كان يلعب في مركز الهجوم . 